# Manu Kerjean
Emmanuel Victor Kerjean dit Manu Kerjean (Keryann en breton), est un chanteur breton né le 21 janvier 1913 à Bonen (Côtes-du-Nord) et mort le 16 juin 1997 à Plouray (Morbihan). En portant le chant et la danse bretonne sur le devant de la scène, il a contribué à la conservation du patrimoine culturel (le kan ha diskan et la danse fisel en particulier).
À travers ses interprétations de kan ha diskan (« chant et contre-chant »), il a transmis un savoir, une technique, un répertoire. Avec une connaissance des subtilités liées aux territoires, il pouvait jouer sur le rythme, les intonations et les lignes mélodiques. Reconnu par tous pour son style et sa technique personnelle d'ornementation très largement inspirée du jeu des sonneurs, il pensait la musique et la chanson bretonne de manière très moderne, en souhaitant que les générations futures s'approprient ces chants et y apportent au passage une touche personnelle. Ainsi, il a initié des chanteurs de la scène bretonne actuelle à l'art du chant traditionnel (Yann-Fañch Kemener, Erik Marchand, Marcel Guilloux, Annie Ebrel, Alain Leclère...).

## Biographie

### L'environnement familial et culturel
Manu Kerjean naît dans le petit village de Bonen à Rostrenen. Il est issu d'une famille de cultivateurs du pays Fisel. Il suit l'enseignement de l'école laïque, sa famille étant cependant très chrétienne. Il reste dans l'exploitation agricole jusqu'en 1939. Comme ses parents, il hérite des gènes du « Fisel », qui représente son terroir, en chant comme en danse. L'art du chant lui est transmis dès son plus jeune âge, notamment par sa mère Maria, tout comme pour ses cinq frères et sœurs. 
À 15 ans, il fait ses premières armes de chanteur en public lors d'un fest-noz en compagnie de son frère aîné Eugène. À 16 ans, en 1929, il chante pour la première fois dans une noce, puis lors des nombreuses veillées (filajoù). Dans sa vie active de jeune paysan, toutes les occasions sont bonnes pour chanter ou danser : les grands travaux, les corvées ou les battages, sans oublier lors des fêtes nocturnes qui suivaient les travaux des champs, appelées nozvez ou fest-noz patatez (fête de nuit des patates). Il existe d'autres pratiques musicales, comme pour le Nouvel An où les jeunes chantaient la Nativité aux voisins (Kano Doni, done), le chant des Passions autour de la semaine de Pâques suivi du jeu du chañch par (changer de partenaire), les rassemblements de chanteurs qui s'affrontent lors d'un kan a-boz.

### Les «caÏds» de Bonen jusqu'à la guerre
Pendant longtemps, Manu écume les nombreux concours de la région et remporte souvent le premier prix. Il chante avec son frère jusqu'à ce qu'il soit marié, en 1933. Il chante après avec Iwan Fleur, Louis-Marie Croizer, Jean Le Noé, Marcel Mellec. Ces jeunes sont surnommés les Paotred ar bonedoù (les gars aux bérets), portant ce qui serait aujourd'hui la casquette de rappeur.
Il est mobilisé pour la guerre en 1939. En septembre 1941, il rentre d'Allemagne, où il était prisonnier. Il rechante en fest-noz mais différemment, l'Occupation et le couvre-feu n'autorisant que des fêtes locales à l'ancienne. Il se marie avec Marie Cann (Maï ar C'hann en breton), jeune fille pourlet de Plouray, en pleine Occupation, en 1942. Il s'installe dans la ferme de ses beaux-parents à Saint-Délec en Plouray. Le travail à la ferme l'occupe tout entier, et après la Libération, les jeunes abandonnent les danses et les chants traditionnels, se tournant vers du « nouveau », tout comme beaucoup se détournent de leur langue bretonne. À l'extérieur, la musique s'américanise, se médiatise par la radio.

### Le renouveau culturel

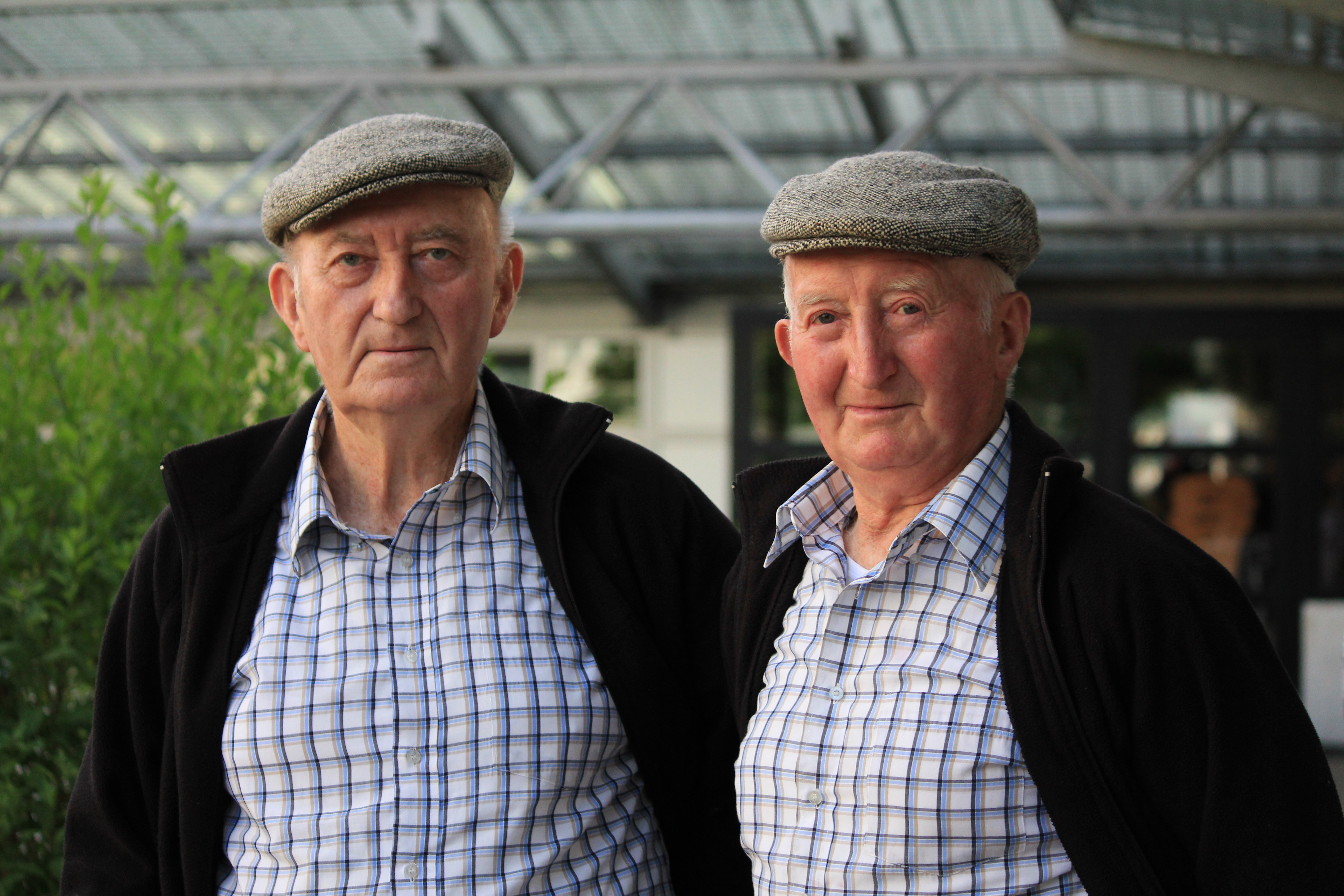
Les Frères Morvan.

La culture bretonne connaît un renouveau au milieu des années 1950, notamment en Centre-Bretagne, grâce à l'apparition des cercles celtiques, comme à Poullaouën, Rostrenen, Bourbriac, et le retour timide de ce qui ne s'appelle pas encore des festoù noz avec les concours de danse des terroirs, fisel, gavotte et l'arrivée des jeunes aux noms de Marcel Guilloux, les frères Morvan... Ainsi, à 46 ans, il remonte sur scène à Mellionnec en janvier 1959 et gagne trois premiers prix (duo avec Joseph-Marie Mennec, chant a-boz avec Ar falc'herien, danse en bal fisel). Il remporte le 15 novembre le concours de kan ha diskan de Gourin, organisé par Loeiz Ropars, en duo avec son compère Lomig Donniou. Il y découvre d'autres façons de chanter deux à deux ou plus avec les sœurs Goadec. Dans les années 1960-70, ils sont tous deux régulièrement invités à chanter à Paris, notamment à la demande des Bretons expatriés. Manu Kerjean est à l'apogée de son succès, grâce à sa technique d'ornementation caractéristique, inspirée du jeu des sonneurs. Les voyages à travers la France et même à l'étranger lui permettent de représenter la Bretagne en chantant.

### Un recentrage personnel et une ouverture aux autres

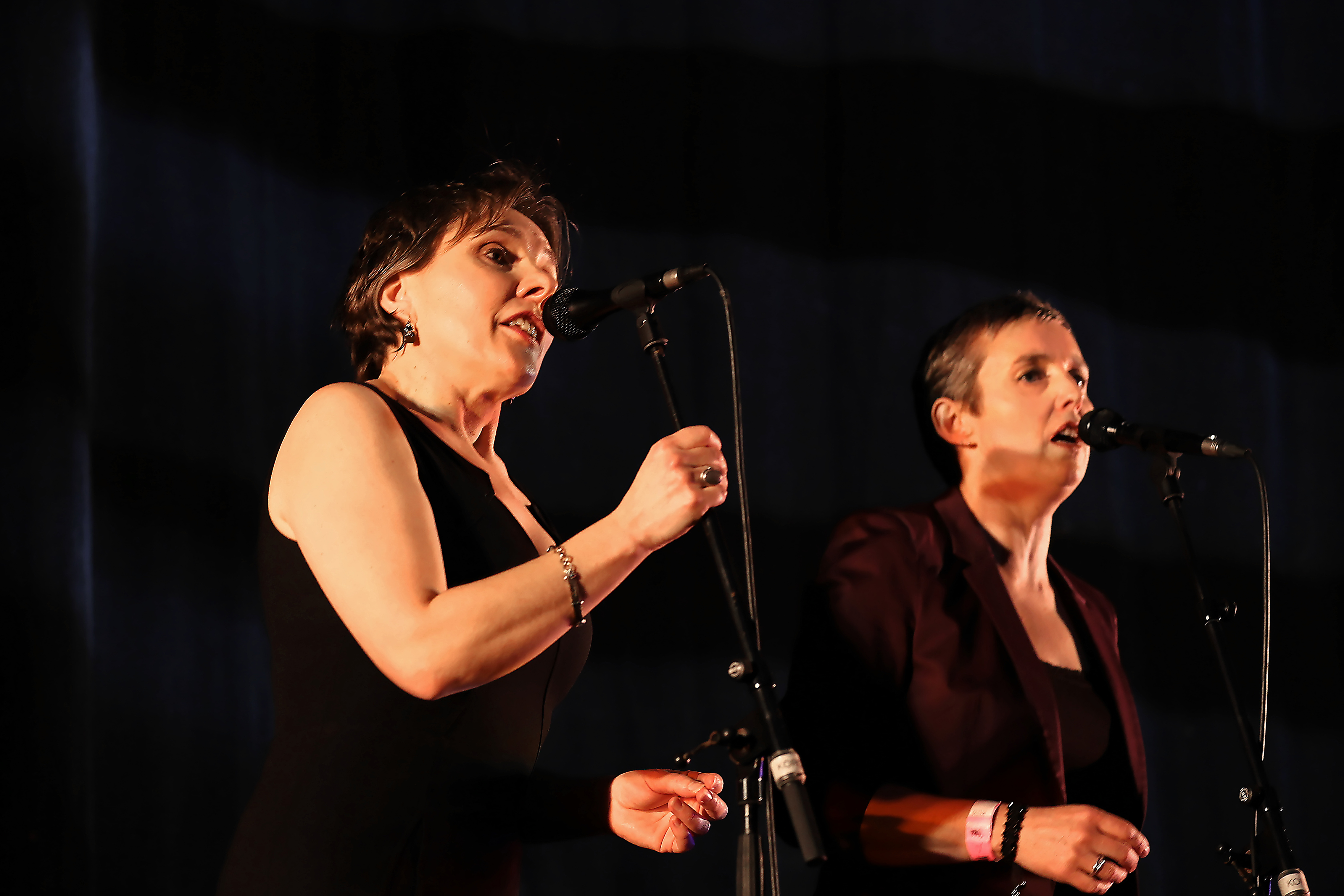
Annie Ebrel et Nolùen Le Buhé.

Lors de la maladie de sa femme il cesse de chanter en fest-noz. Puis il reprend le kan-ha-diskan avec son beau-fils, Alain Faucheur dans les années 1970 et gagne le premier Kan ar Bobl. À cette période, des ethnomusicologues, des folkloristes et des instrumentistes ou des responsables de bagadoù rendent visite aux "détenteurs de la tradition", à la recherche de témoignages, de "styles" ou de répertoire (Sam Le Poupon, Martial Pézennec ou Georges Cadoudal se rendent souvent chez Manuel, parfois accompagnés de Donatien Laurent). C'est tout naturellement que les jeunes qui veulent chanter en breton viennent le voir à Saint-Delec : Yann-Fañch Kemener, Marcel Guilloux, Alain Leclère et plus tard Annie Ebrel, Nolùen Le Buhé... Le plus assidu sera Erik Marchand, passionné par l'enseignement d'un homme infatigable et inventif qui accepte d'en faire son élève dès leur première rencontre en juillet 1975.

### Le compagnon de route de divers artistes

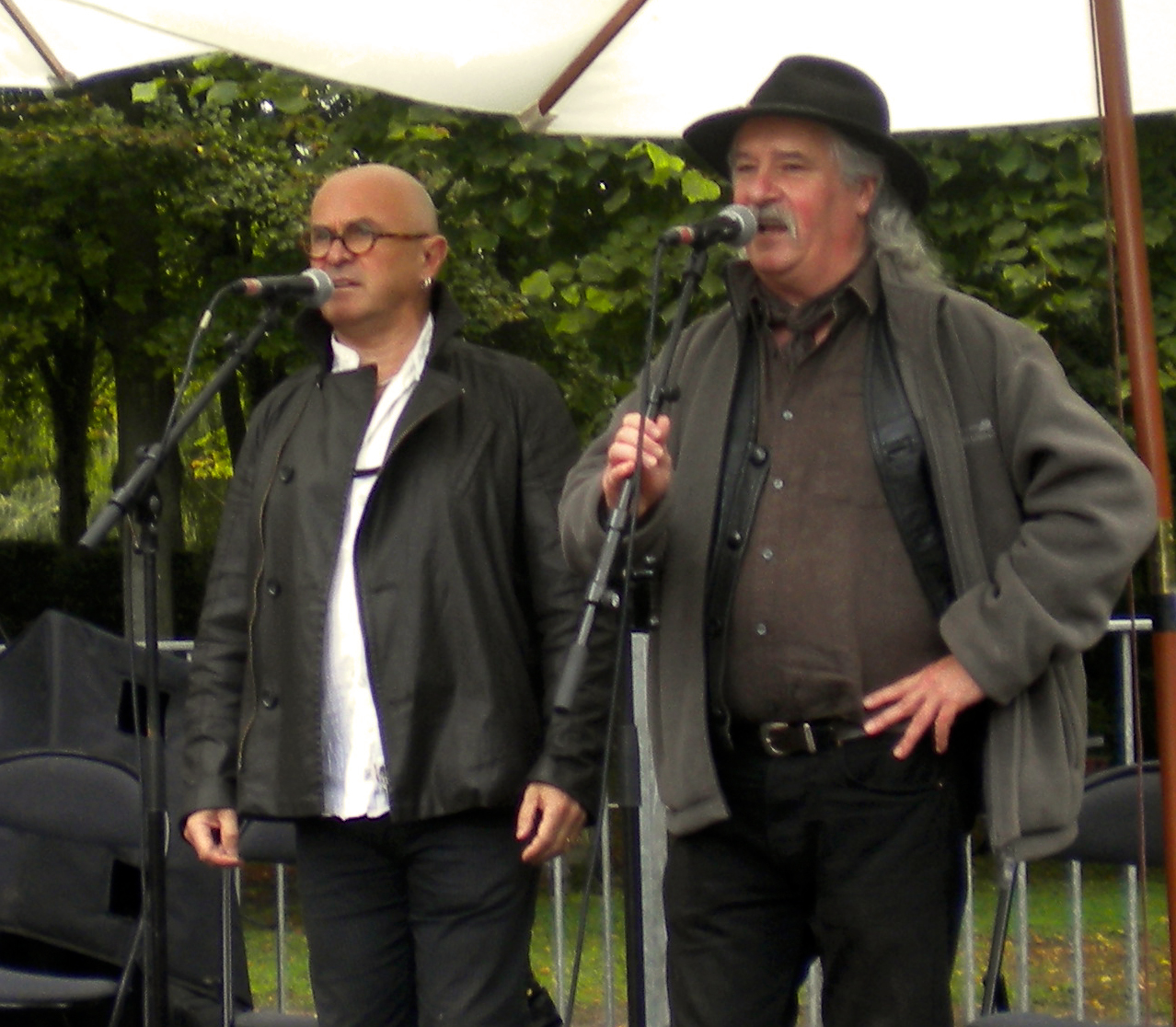
Yann-Fañch Kemener et Erik Marchand.

Il chante en duo avec Erik Marchand. Ensemble, ils fêtent leurs vingt ans de scène commune en 1995. En 1976, Manu quitte Plouray durant 21 jours pour s'envoler vers les États-Unis, avec Erik Marchand, Lomig Donniou et d'autres artistes bretons, dans le cadre des 200 ans de l'Indépendance, chantant à Washington, Louisville, Philadelphie... Il se rend plusieurs fois en Irlande, que ce soit avec Erik ou Lomig. Il chantait également avec Gilbert Le Gall, Sam Poupon, les musiciens de François Tusques, les Irlandais en tournée... Après s'être retiré pendant quelques années, tombé malade par une artère bouchée alors qu'il préparait la réalisation d'un album produit par le label Ocora, il revient à la fin des années 1980 avec ceux qu'il a formé. En 1994, les meilleurs chanteurs et sonneurs du Centre-Bretagne fêtent les 65 ans de kan ha diskan de Manu Kerjean, à Plouray. Il chante avec des orchestres de jeunes, Pennoù Skoulm, mais surtout Tan ba'n Ti. En 1995, il accompagne Annie Ebrel et Marcel Guilloux au Danemark pour une tournée d'une semaine. En 1996, il reçoit le prix Hervé Le Menn et se produit sur d'autres scènes bretonnes jusqu'en mai 1997, avant de s'en aller le 16 juin 1997 à l'âge de 84 ans.

### Relève et hommages
Il a formé ses petits-enfants, Lénaïg et Yann qui, aujourd'hui, perpétuent le style et le répertoire de leur grand-père. Yann préside l'association Ar Plijadur Manu (« Au plaisir de Manu ») crée en octobre 1998 dans le but de récolter des fonds pour l'enregistrement d'un CD que la famille de Manu Kerjean et lui-même auraient voulu voir réaliser. Ils organisent des manifestations comme une grande fête le 23 octobre 1999 avec 60 artistes et la présence de 700 danseurs, un concert et un fest-noz en 2001. Pour des musiciens comme Patrick Molard et son frère Jacky, Manu est un exemple de lien entre la tradition et la modernité, un artiste bien plus que le simple détenteur d'un répertoire. En hommage dix ans après sa mort, ils ont édité en collaboration avec l'association Dastum et d'autres chanteurs (Erik Marchand, Yann-Fañch Kemener, Marthe Vassallo, Nanda et Iffig Troadeg) une compilation d'enregistrements sur le CD Manu Kerjean chanteur du Centre-Bretagne, 2e volume de la collection « Grands interprètes de Bretagne ». Il est accompagné d'un livret noir et blanc de 86 pages (Traditions chantées, sonnées et contées).

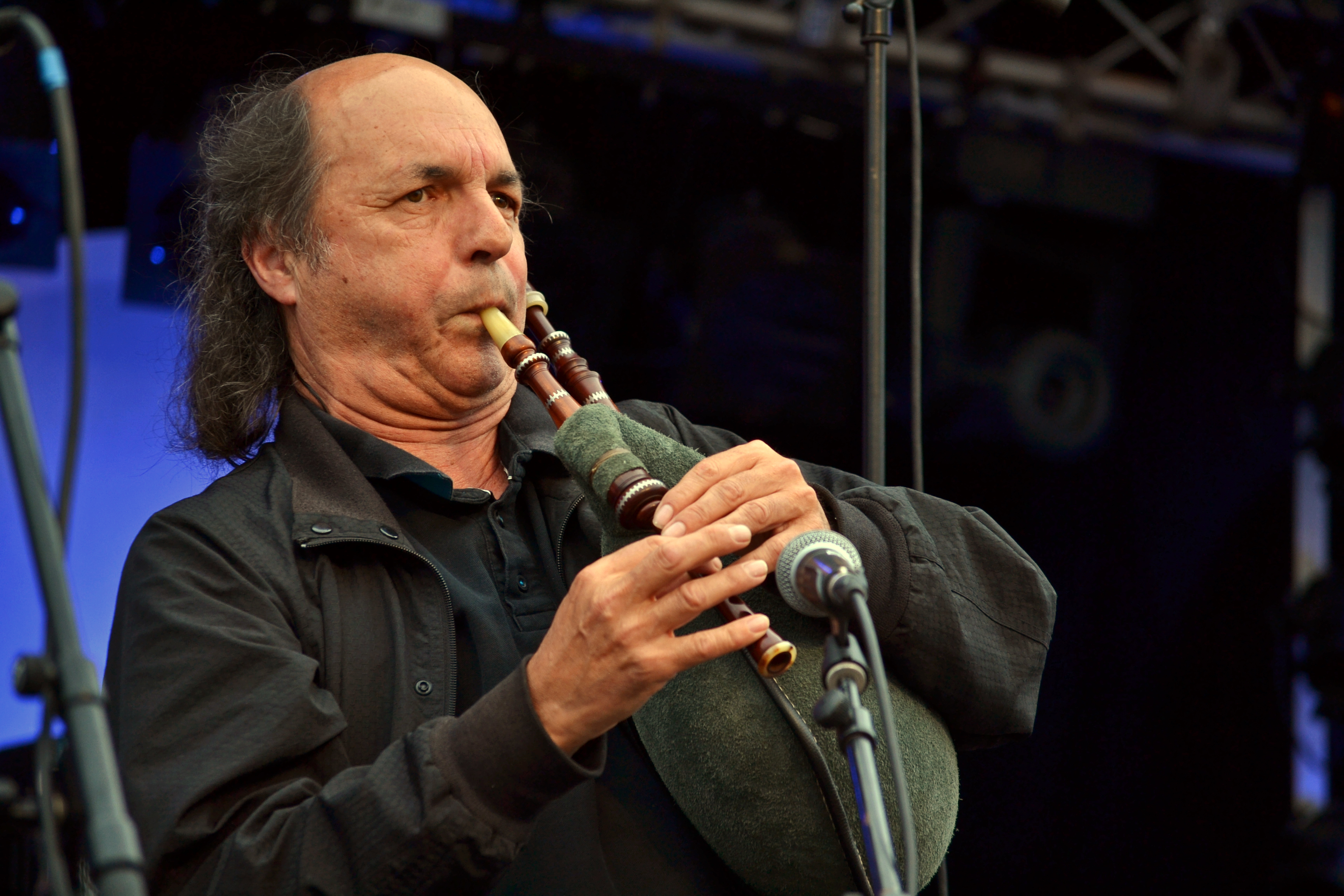
Patrick Molard.

La relève en kan ha diskan lui est reconnaissante, comme Marthe Vassallo qui lui rend hommage en 1997 dans la revue Musique bretonne et Erik Marchand en 2007 dans la même revue. Il continue d'inspirer les musiciens, comme Patrick Molard qui réalise Toniou Manu Kerjean en 1997 sur son album Biniou braz, Titom qui reprend sur son album en 2010 une polka à la bombarde, et les bagadoù dans la création de leurs suites, comme le penn soner André Le Meut pour le bagad Ronsed-Mor en 2005, le bagad du Pouliguen en Loire-Atlantique en 2012 pour une marche interprétée par les cornemuses...

## Discographie
- 2007 : Manu Kerjean, chanteur du Centre-Bretagne, Grands interprètes de Bretagne - volume 2 (Dastum, Plijadur Manu)

### Compilations
- Bretagne, enregistrements réalisés entre 1900 et 2006, titre : Donniou - Ar verjelenn (fisel), avec Lomig Donniou
- Fest Deiz - Fest Noz - Printemps de Châteauneuf, titre : suite fisel, avec Erik Marchand
- Les sources du Barzaz Breiz vol. I, titre : Berjeien - an daou vreur, avec Erik Marchand
- Chants à répondre en Centre Bretagne, avec Bastien Guern, Alain Le Clere et Jean-Claude Talec
- L'indispensable Fest-Noz, titre : Ar martolod avec Alain Le Clere

## Filmographie
- Chanter, déchanter, parler, se taire, film d'André Gladu et Michel Brault, 1980, 2 x 27 min. (Nanook Films) voir en ligne
- Degemer mat da Manu Kerjean, réalisation Isabelle Lévy-Beff, produit par Annie Ebrel, 1994 (Chadenn ar Vro, FR3, INA)[22]
- Kan ha diskan, réalisé par Violaine Dejoie-Robin, production La Lanterne, 1995, 52 min. (VHS Dastum)[23]